# 小行星14041
小行星14041（14041 Dürrenmatt）是一颗绕太阳运转的小行星，为主小行星带小行星。该小行星于1995年9月21日发现。

## 轨道参数
小行星14041的轨道半长轴为2.2922704 UA，离心率为0.176。